# Route de nuit
Route de nuit, sorti en 1962  est le quatrième tome de la série de bande dessinée Michel Vaillant. Cette bande dessinée de 62 planches est auparavant publiée dans Le Journal de Tintin en 1960.

## Synopsis
Michel Vaillant est appelé à la rescousse par son oncle Benjamin, propriétaire d'une entreprise de transports routiers installée à Marseille, car Yves Douléac, le jeune fils d'un de ses chauffeurs décédé accidentellement quelques années auparavant, lui semble subir la très mauvaise influence de Régis Blancardo, le fils du patron de l'entreprise Nord-Méditerranée, concurrente de celle de Benjamin Vaillant. Parallèlement, les meilleurs chauffeurs de Benjamin (Jules Bonnet, Marcetto) quittent un à un son entreprise pour être embauchés par Nord-Méditerranée avec des conditions très avantageuses. Michel et Steve Warson décident d'aider l'oncle Ben à y voir plus clair. Leurs investigations leur permettront de mettre au jour de sombres trafics organisés autour des affrètements réalisés par Nord-Méditerranée, à l'insu du patron de l'entreprise. L’histoire se termine par une chasse à l'homme dans la région de Miramas, où la communauté des chauffeurs routiers, guidée par l'émission radiophonique Route de nuit, aide les forces de l'ordre à capturer le cerveau de l'organisation qui tente de fuir.

## Particularités

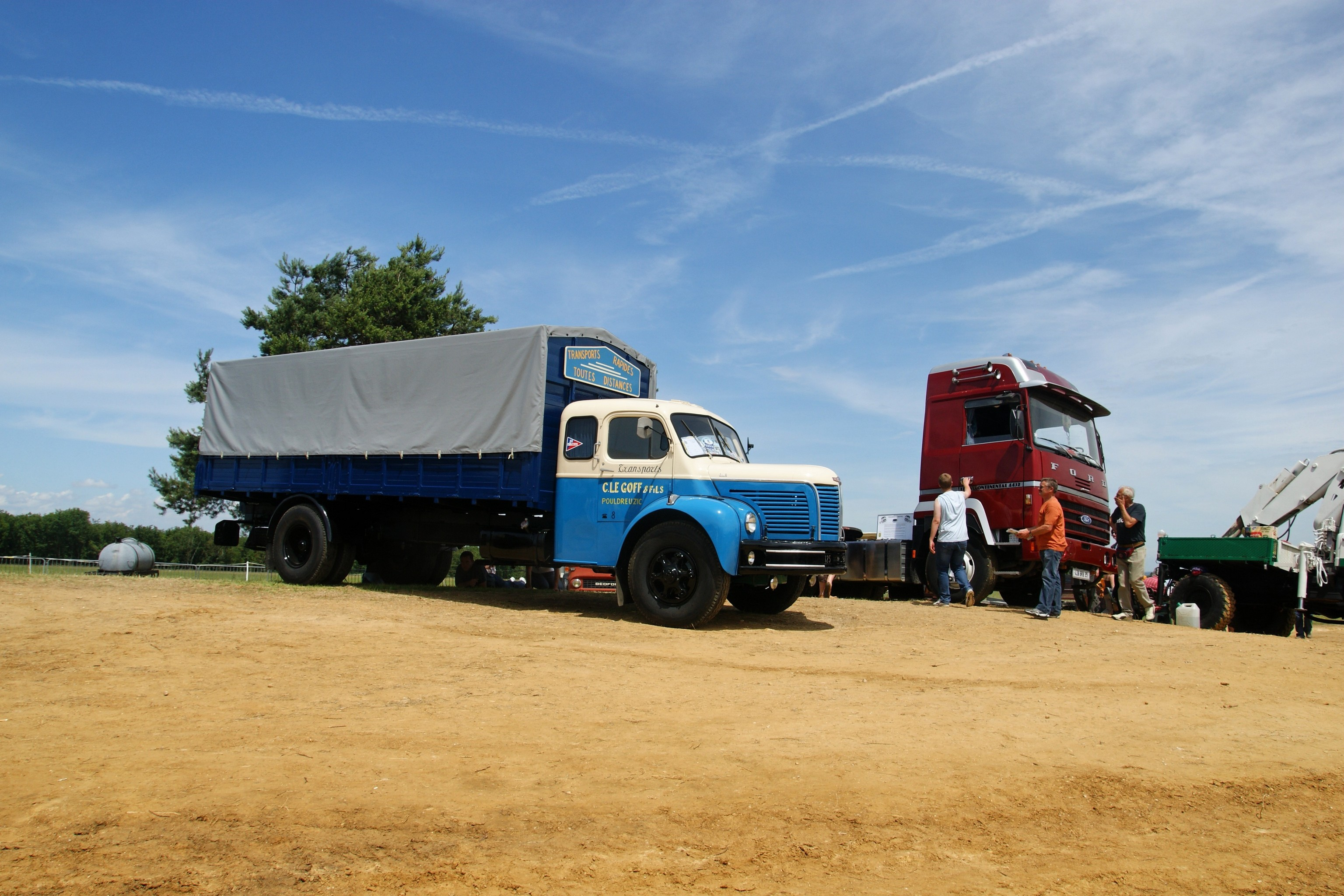
Un Berliet GLR similaire à celui de Jules Bonnet dans l'album.

Ce quatrième album des aventures de Michel Vaillant est un des rares où le héros n'exerce aucune de ses qualités de virtuose du volant : Pas de course à gagner (on nous explique que l'écurie Vaillante subit une année sabbatique pour mieux revenir au premier plan), pas même de talents mis en valeur sur la voie publique (Michel est amené à conduire un camion de son oncle, mais n'a qu'un rôle secondaire dans la course-poursuite de la fin); l'album insiste sur les qualités humaines du héros (aider le jeune Yves à retrouver le droit chemin) et ses qualités physiques (bagarres). En revanche, le petit monde des chauffeurs routiers de l'époque est décrit avec beaucoup de précisions ainsi que leurs montures, dont le fameux Berliet GLR et d'imaginaires camions Vaillant.
Figurant pour la première fois dans un album de la série, Yves Douléac (sous le surnom de Gavroche) et Benjamin Vaillant étaient apparus dans Bagarre sur la nationale 7, cinquième histoire courte réalisée par Jean Graton et publiée dans le Journal de Tintin n°51/57 du 18 décembre 1957.
D'autres personnages font leur apparition dans l'album et seront repris plus tard : Régis Blancardo et le chauffeur Boule.
Comme souvent dans les bandes dessinées de l'époque, un personnage réel est introduit dans le scénario. Il s'agit cette fois de Roland Dhordain, célèbre homme de radio des années 60-80, et qui avait fondé à l'époque de la sortie de l'album l'émission Inter Services Routes, dont s'est inspiré Jean Graton pour imaginer l'émission Route de nuit.
Cette émission de radio fictive apparaît encore dans QRN sur Bretzelburg de Franquin et Greg, paru dans Spirou à partir de 1961 puis en album en 1966 : le Marsupilami, ayant avalé par mégarde un poste de radio miniaturisé mais très puissant, assourdit Spirou et Fantasio par une série de musiques de variétés ; à minuit passé, alors que le programme semble enfin se terminer, le présentateur annonce bruyamment le début de Route de nuit, provoquant la fureur du quadrumane.

## Véhicules remarqués

### Voitures

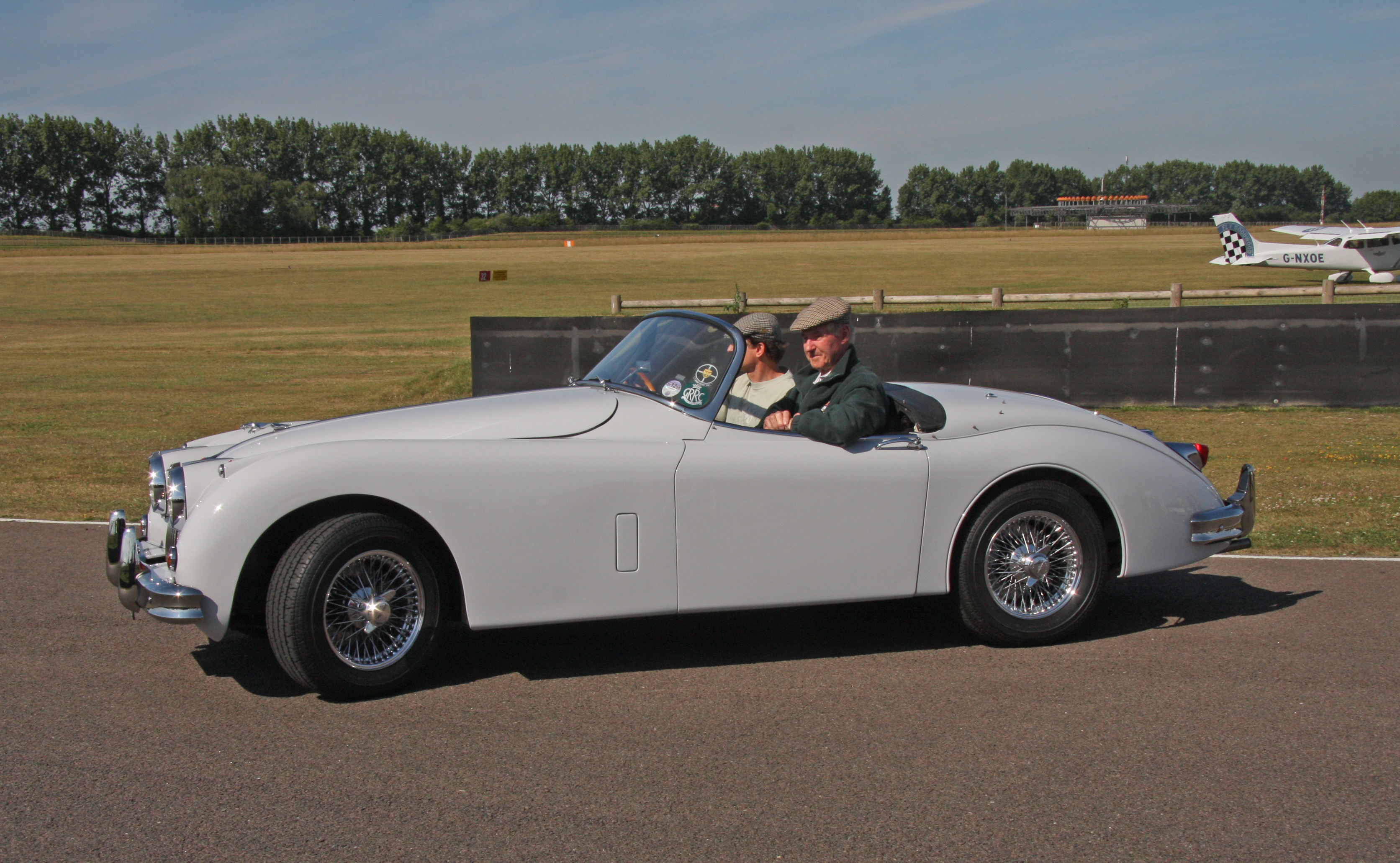
Un roadster Jaguar XK150 blanc, semblable à celui conduit par Régis Blancardo dans l'album.

- Jaguar XK150 (conduite par Régis Blancardo)
- Cooper T51 (formule 1 pilotée par Maurice Trintignant à Monaco)
- Facel Vega Facellia (voiture des 'jeunes snobs' de Monte-Carlo)
- Citroën Traction Avant (dans la cour des Transports Lémy)
- Peugeot 404 (voiture du médecin de Salon-de-Provence)
- Peugeot 403 (break de la gendarmerie nationale)

### Camions
- Berliet GLR (camion de Jules Bonnet)
- DAF 2000 (semi-remorque près de la frontière néerlandaise)
- Unic Tourmalet (fourgon des routiers participant à la traque du bandit)

## Lieux visités
- Route nationale 7, notamment vers Cannes et Menton, Salon de Provence, Roquebrune, la traversée du Massif de l'Esterel, les environs de Lyon, Marseille, Lançon de Provence, Pélissanne, vers Givors, Route nationale 113, Route nationale 538, vers Arles, Miramas, Pont Flavien, Étang de Berre, autoroute nord (future A7): Septèmes-les-Vallons (viaduc du Vallon de la Gazelle), Marseille (Viaduc de Saint-Antoine).
- Bruxelles, Charleroi
- Monte-Carlo
- Pont de Moerdijk, près de Dordrecht (Hollande-Méridionale)

## Publication

### Revues
Les planches de Route de nuit furent publiées dans le Journal de Tintin entre le 30 mars et le 27 octobre 1960 (n° 13/60 à 43/60).

### Album
Le premier album fut publié aux Éditions du Lombard en 1962 (dépôt légal 09/1962).